# Campionati mondiali di pentathlon moderno 1951
I campionati mondiali di pentathlon moderno 1951 si sono svolti a Helsingborg, in Svezia. Si sono disputate le gare maschili individuali ed a squadre.

## Risultati

### Maschili
| Evento      | Oro                                             | Argento                                             | Bronzo                                         |
| Individuale | Lars Hall                                       | Lauri Vilkko                                        | Thorsten Lindqvist                             |
| A squadre   | Svezia Thorsten Lindqvist Sune Wehlin Lars Hall | Finlandia Viktor Platan Ville Taalikka Lauri Vilkko | Brasile Aloysio Alves Eduardo Leal Eric Tinoco |

## Medagliere
| Posizione | Paese     |   |   |   | Totale |
| --------- | --------- | - | - | - | ------ |
| 1         | Svezia    | 2 | 0 | 1 | 3      |
| 2         | Finlandia | 0 | 2 | 0 | 2      |
| 3         | Brasile   | 0 | 0 | 1 | 1      |
| Totale    | Totale    | 2 | 2 | 2 | 6      |